# 2. Klavierkonzert (Liszt)
Das Klavierkonzert Nr. 2 A-Dur von Franz Liszt ist ein Werk für Klavier und Orchester.
Neben dem 1. Klavierkonzert und dem Totentanz zählt es zu seinen beliebtesten Kompositionen für Pianoforte und Orchester. Auch arbeitete Liszt an einem dritten Klavierkonzert, welches aber unvollendet blieb und nur fragmentweise erhalten ist.

## Entstehung
Liszt schrieb das Werk in den Jahren 1830 bis 1839. 1849, 1853, 1857 und 1861 schrieb er es jeweils noch einmal um. Das Stück ist Hans von Bronsart gewidmet, es wurde am 7. Januar 1857 in Weimar unter der Leitung des Komponisten und mit Bronsart am Klavier uraufgeführt. Der ursprüngliche Titel des Stücks ist Concert symphonique.
Das Konzert ist für Soloklavier, drei Flöten (die dritte auch Piccolo), zwei Oboen, zwei Klarinetten (in A), zwei Fagotte, zwei Hörner, zwei Trompeten, drei Posaunen, Becken, Pauken und Streicher geschrieben. Die mittlere Spieldauer beträgt etwa 22 Minuten.
Liszt schrieb später eine Bearbeitung des Konzerts für zwei Klaviere.

## Satzbezeichnungen
Adagio sostenuto assai - Allegro agitato assai - Allegro moderato - Allegro deciso - Marziale un poco meno allegro - Allegro animato
Ungewöhnlich für ein Klavierkonzert seiner Zeit gehen die Sätze, wie auch in seinem ersten Klavierkonzert, ohne Zäsur ineinander über.